# Nehemiah Mote
Nehemiah Mote (Campsie, 21 de junho de 1993) é um jogador de voleibol australiano que atua na posição de central.

## Carreira

### Clube
Mote recebeu uma bolsa de estudos do AIS (Australian Institute of Sport), por onde jogos dois anos. Em 2017 foi atuar no voleibol suíço pelo Lindaren Volley Amriswil. Voltou a atuar no voleibol alemão pelo VfB Friedrichshafen, por onde atuou por duas temporadas. Em 2021 com o Berlin Recycling Volleys, conquistou o título da Supercopa Alemã de 2021 e a Bundesliga de 2021–22.

### Seleção
Mote representou a Austrália pela primeira vez no Campeonato Mundial Masculino Sub-23, que ocorreu no Brasil. Na ocasião, a equipe australiana terminou na décima colocação. No ano seguinte, fez sua estreia pela seleção adulta australiana, onde competiu a Liga Mundial de 2014 e o Campeonato Mundial de 2014.
Em 2019 o central conquistou o vice-campeonato asiático ao perder a final para a seleção iraniana por 3 sets a 0.

## Títulos
Berlin Recycling Volleys
- Campeonato Alemão: 2021–22, 2022–23, 2023–24
- Supercopa Alemã: 2021, 2022
- Copa da Alemanha: 2022–23, 2023–24

Volley Amriswil
- Copa da Suíça: 2017–18

## Clubes
| Anos      | Clube                    |
| --------- | ------------------------ |
| 2014–2016 | TV Ingersoll Bühl        |
| 2017–2018 | Lindaren Volley Amriswil |
| 2019–2021 | VfB Friedrichshafen      |
| 2021–     | Berlin Recycling Volleys |